# Police scientifique (série documentaire)
Police scientifique est une émission de télévision documentaire québécoise en trente épisodes de 45 minutes produite par Avanti Ciné Vidéo et diffusé à partir du 24 août 2012 sur Canal D.
En France, l'émission est diffusée sur RMC Découverte.
Un reportage est constitué de reconstitutions, de témoignages et d'images d'archive.

## Liste des épisodes
| Titre de l'épisode        | Détails et informations supplémentaires |
| ------------------------- | --- |
| Relation virtuelle        | 1984 en bordure d'une piste cyclable du parc Jean-Paul-Vincent de Longueuil John Deliva est assassiné par Nelson Lechasseur. Côte-des-Neiges 3 novembre 1993 Claude Ferron 53 ans est agressée sexuellement et étranglée dans son appartement incendié. 2005 Nelson Lechasseur est arrêté pour agression.                                           |
| Expérience inédite        | Région de l´Outaouais 9 novembre 1997 Camille Charron 47 ans assassiné dans un chalet par Mario Gaulin propriétaire de la résidence. |
| Enquête de longue haleine | Montréal février 2002 femme sauvagement violée et battue laissée pour morte par Aaron Frank. Avril 2002 même secteur Maude Bélair violée, battue et tuée. Longueuil juin 2002 jeune fille violée et battue. Montréal novembre 2002 dans une ruelle agresse femme 19 ans. Un homme intervient et maitrise Aaron Frank jusqu'à arrivée des policiers. |
| Étrange disparition       | |
| Profilage                 | |
| La femme du juge          | |
| Balistique judiciaire     | |
| Faire parler les preuves  | |
| Crimes technologiques     | |
| La piste de l'ADN         | |
| Conduite dangereuse       | |
| Portrait-robot            | |

Manon L’Écuyer dont le corps sans vie a été dissimulé sous la base de son lit. Julie Croteau disparue mystérieusement, puis retrouvée deux jours plus tard dans le coffre de sa voiture. Une étrange série d'agressions sexuelles à Laval et dans le nord de Montréal ayant le même modus operandi… Qu’ont en commun ces crimes horribles qui ont marqué l’histoire et l’imaginaire québécois? Outre l’acharnement d’enquêteurs chevronnés, ils ont tous été résolus grâce à l’apport d’avancées technologiques et de procédés scientifiques novateurs.
Par le biais de témoignages d’experts et de reconstitutions, la série documentaire Police scientifique nous amène au cœur d’enquêtes policières où la science joue un rôle prépondérant. En 10 épisodes et à travers autant d’énigmes criminelles, elle fait la preuve que police et nouvelles technologies sont indissociables. Si étude balistique, biologie judiciaire et analyse de profil génétique font désormais partie du vocabulaire policier, les méthodes scientifiques actuelles donnent lieu a de surprenants dénouements et accélèrent considérablement la résolution de crimes autrefois impunis.

## Fiche technique
- Titre : Police scientifique
- Diffuseur : Canal D
- Production : Avanti Ciné Vidéo
- Producteur : Luc Wiseman
- Producteur au contenu et développement : Hugo Roberge
- Productrice déléguée / directrice de production : Marie-Alexandra Forget
- Auteur / scénariste : Jean Sawyer
- Réalisatrice : Julie Allaire